# Glenea ealensis
Glenea ealensis là một loài bọ cánh cứng trong họ Cerambycidae.